# Balije Bozen
De balije Bozen (Italiaans : Bolzano) was een balije van de Duitse Orde. Andere gebruikte namen zijn: de balije in het Gebergte en de balije aan de Etsch. De balije behoorde binnen het Heilige Roomse Rijk tot de Oostenrijkse Kreits. Bozen ligt thans in Italië, provincie Bozen-Zuid-Tirol.
In 1202 stichtte de Orde een hospitaal aan de samenvloeiing van de Adige (Etsch) en de Isarco (Eisack). In 1234-37 werd het hospitaal Lengmoos auf dem Ritten aan de orde overgedragen. In 1254 kreeg de Orde ook het hospitaal in Sterzing. Daarmee had de Orde drie hospitalen tussen de Brennerpas en Bolzano. Dit was van belang voor de bevoorrading van de orde in het Heilige Land. Van keizer Frederik II kreeg de Orde in 1235 de kerk in Schlanders. In 1215 volgden patronaatsrechten in Lana en in 1219 in Sankt Leonhard in Passeier. In 1283 werd een verarmd augustijnenklooster in Trente overgenomen. Hiermee werd de route tot in Zuid-Tirol verlengd.
Na het midden van de dertiende eeuw maakten de hospitalen Lengmoos en Sterzing zich los van de commandeur van Bolzano. De laatste nam in 1269 de titel landcommandeur aan. De nieuwe balije bleef onder de grootmeester ressorteren, ze heeft nooit onder de Duitsmeester geressorteerd. De balije was relatief arm en de grootmeester stelde nooit belangstelling in de balije. Pas toen de hoofdzetel van de Orde in 1291 van Akko naar Venetië werd verlegd, werd de balije belangrijker.
In de periode dat de grootmeester in Pruisen resideerde, was Bolzano een Kamer-balije. Een kamer-balije verzorgden het onderhoud van de grootmeester. De landcommandeur werd dan ook door hem benoemd. In 1520 verpandde de grootmeester de balije Bolzano aan de Duitsmeester.
In artikel 8 van de Vrede van Presburg van 26 december 1805 opgelegd door het eerste Franse Keizerrijk van Napoleon Bonaparte moest Oostenrijk het graafschap Tirol aan het koninkrijk Beieren afstaan. De inlijving van Bolzano bij Beieren was het begin van het einde van de balije Bolzano. De balije werd in 1809 opgeheven. De bezittingen werden in 1810 tussen Beieren en het koninkrijk Italië verdeeld.
Door het Congres van Wenen in 1815 kwam Tirol en dus ook Bozen terug aan keizerrijk Oostenrijk. De balije werd in 1836 hersteld.

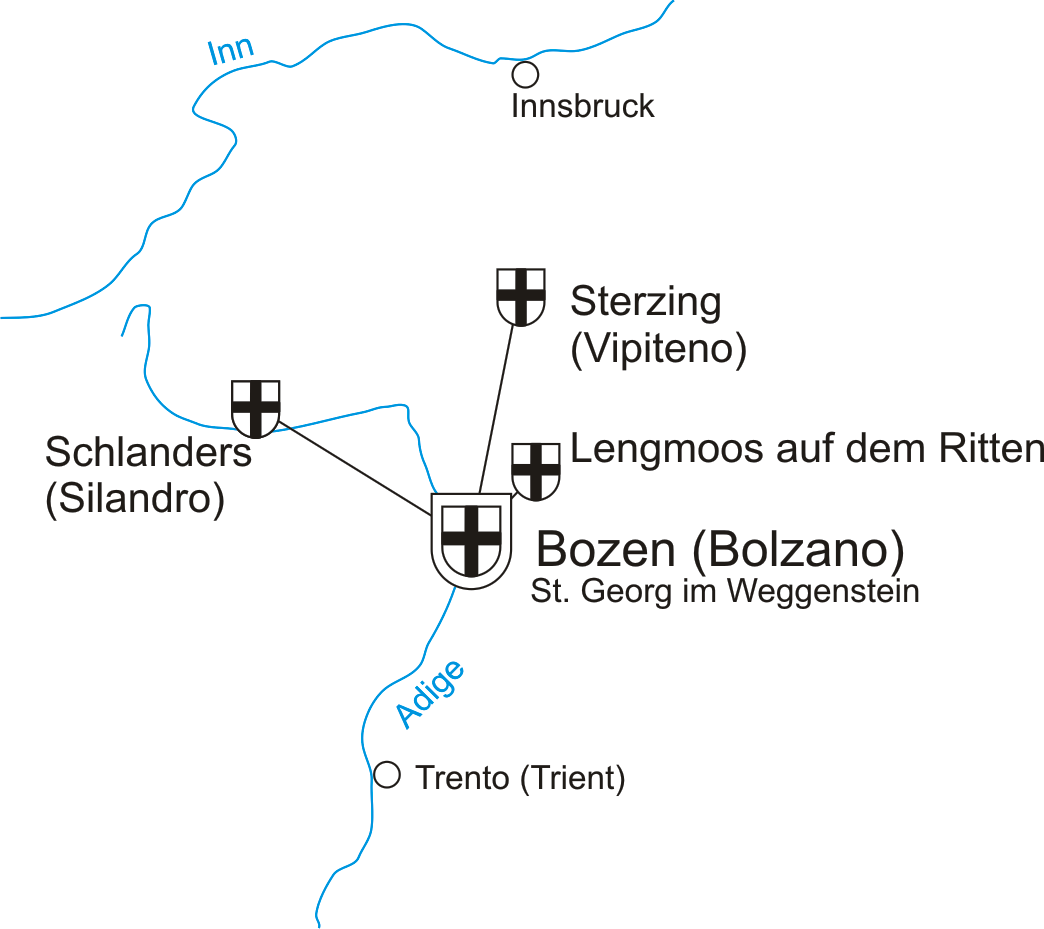
commanderijen van de balije Bozen (1788)

## Commanderijen omstreeks 1400
- Bozen
- Lana
- Lengmoos
- Schlanders
- Sterzing
- St.Leonhard
- Trente

## Comanderijen eind achttiende eeuw
Alle bezittingen gelegen in het vorstelijk graafschap Tyrol.
- landcommanderij Weggenstein met de commanderij Lengmoos en de heerlijkheid Stein auf dem Ritten
- commanderij Schlanders
- commanderij Sterzing